# Alberto Celestrín
Alberto Celestrín Carmona (* 11. März 1983 in Havanna) ist ein deutscher Taekwondo-Sportler kubanischer Herkunft. Er gewann die Austrian Open 2012 und führte 2007, 2008 sowie 2009 die Europarangliste an.

## Werdegang

### Jugend
Celestrín begann bereits im Alter von fünf Jahren mit Taekwondo bei seinem ersten Trainer Eduardo Frómeta, der ihn auch entdeckte. 1995 erkannte die EIDE-Sportschule in Havanna das Talent des Jugendlichen und nahm ihn auf. Dort trainierte Alberto Celestrín auch drei Jahre, bis er mit 15 Jahren an die ESPA Provincial wechselte unter die Leitung von Alain Álvarez. Auf dieser Sportschule lernte er neben Taekwondo auch Boxen und nahm an ersten Liga-Kämpfen teil. Außerdem trainierte er dort mit der Jugend-Nationalmannschaft unter Trainer Ignacio Gato und Nelson Saenz Miller.

### Professionelle Karriere
2001 wurde der 18-jährige Celestrín Teil der kubanischen Nationalmannschaft im Taekwondo, in der er von Pedro Lay Blanco trainiert wurde. Dort gelang ihm auch der Einzug in den Olympiakader. Allerdings zerstritt er sich 2006 mit dem Verband, weshalb er nach Deutschland zog, um hier seine Karriere fortzusetzen.
Von der Karibik ging es für Celestrín dann nach Friedrichshafen, wo der mit dem Taekwondo BSV unter dem damaligen Nationaltrainer Markus Kohlöffel trainierte. Dabei führte er von 2007 bis 2009 die Europarangliste an. Nachdem er 2011 die deutsche Staatsbürgerschaft erhielt, trainiert er seitdem auch mit der deutschen Nationalmannschaft, wo er auch für den Olympiakader nominiert ist. 2012 verpasste er die Teilnahme an den Olympischen Spielen in London. Aktuell ist Alberto Celestrín Mitglied der Deutschen Taekwondo Union (DTU) und trainiert beim TCI Ingelheim. Sein aktueller Vereins-Trainer ist der ehemalige Nationaltrainer Waldemar Helm, während Celestrín in der Nationalmannschaft von Aziz Acharki und im Militär-Team von Georg Streif trainiert wird.

### Beruf
Alberto Celestrín ist seit 2011 Sportsoldat bei der deutschen Bundeswehr.
Er hat ein abgeschlossenes Studium in Sportwissenschaft und Psychologie.

## Erfolge national
Deutsche Meisterschaften:
- Deutsche Meisterschaft in Ingolstadt, Gold, -87 kg, 2012
- Deutsche Meisterschaft in Ingolstadt, Silber, +87 kg, 2013
- Deutsche Meisterschaft in Gummersbach, Gold, +87 kg, 2014

## Erfolge international
Weltmeisterschaft
- Senioren 2005 5. Platz
- Senioren 2011 5. Platz

Dutch Open
- Senioren 2007 Bronze
- Senioren 2008 Bronze
- Senioren 2009 Silber

Belgian Open
- Senioren 2007 Bronze
- Senioren 2009 Gold
- Senioren 2010 Bronze

Austrian Open
- Senioren 2007 Gold
- Senioren 2008 Gold
- Senioren 2010 Gold
- Senioren 2011 Gold
- Senioren 2012 Gold

Trelleborg Open
- Senioren 2009 Gold
- Senioren 2010 Gold
- Senioren 2011 Gold

German Open
- Senioren 2009 Silber
- Senioren 2014 Bronze

Spanish Open
- Senioren 2009 Gold

Swiss Open
- Senioren 2012 Gold

Moldova Open
- Senioren 2014 Silber

Greece Open
- Senioren 2014 Bronze